# ナシャト・アクラム
ナシャト・アクラム（نشأت اكرم、Nashat Akram、1984年9月12日 - ）はイラク出身の元同国代表サッカー選手。ポジションはMF。
足元の技術やパスセンスに優れた攻撃的なセントラルミッドフィールダー。アテネ五輪で4位入賞したイラク黄金世代のひとりである。

## 経歴
アル・シャバブでの活躍により、2005-06シーズンのサウジ・プレミアリーグ最優秀外国人に選ばれる。AFCアジアカップ2007ではオーストラリア戦、サウジアラビア戦でマンオブザマッチに選ばれるなど活躍し、同年のアジア年間最優秀選手賞で3位となった。2008年1月にはマンチェスター・シティへの移籍が内定していたものの、イラク代表のFIFAランキングが70位以下であるとして労働ビザが下りずに実現しなかった。同年4月、カタールのアル・ガラファへ移籍。2009年5月、オランダのFCトゥウェンテと契約した。だが10試合の出場にとどまり、2010年6月に契約を解除された。2010年12月、カタールのアル・ワクラSCに移籍することが決まった。

## 代表歴
U-23イラク代表
- アテネ五輪・サッカー 4位

イラク代表 2002-
- AFCアジアカップ2007 優勝

### 試合数
出典
| イラク代表 | 国際Aマッチ | 国際Aマッチ |
| 年         | 出場        | 得点        |
| ---------- | ----------- | ----------- |
| 2001       | 1           | 0           |
| 2002       | 8           | 0           |
| 2003       | 3           | 0           |
| 2004       | 16          | 4           |
| 2005       | 7           | 1           |
| 2006       | 3           | 0           |
| 2007       | 18          | 2           |
| 2008       | 10          | 2           |
| 2009       | 7           | 0           |
| 2010       | 15          | 3           |
| 2011       | 14          | 2           |
| 2012       | 9           | 3           |
| 2013       | 2           | 0           |
| 通算       | 113         | 17          |

## 獲得タイトル
- サウジ・プレミアリーグ 最優秀外国人 2005-2006
- イラク年間最優秀選手 2006
- イラク年間最優秀選手 2008